# テイラー・ガリソン
テイラー・N・ガリソン（Taylor N. Garrison, 1990年5月24日 - ）は、アメリカ合衆国カリフォルニア州リバーサイド郡出身の元プロ野球選手（投手）。右投右打。

## 経歴
2011年、MLBドラフト27巡目（全体824位）でロサンゼルス・ドジャースから指名されるも拒否。
2012年、MLBドラフト7巡目（全体247位）でニューヨーク・ヤンキースから指名を受け入団。A-級スタテンアイランド・ヤンキースでプレー。26試合に登板した。
2013年はA級チャールストン・リバードッグスとA+級タンパ・ヤンキースでプレーし、9月にAAA級スクラントン・ウィルクスバリ・レイルライダースに昇格した。
2015年をもって、以降の野球選手としての活動は確認できない。